# Conception Bay South
Conception Bay South – miasto w Kanadzie, w prowincji Nowa Fundlandia i Labrador.